# Abel Maldonado

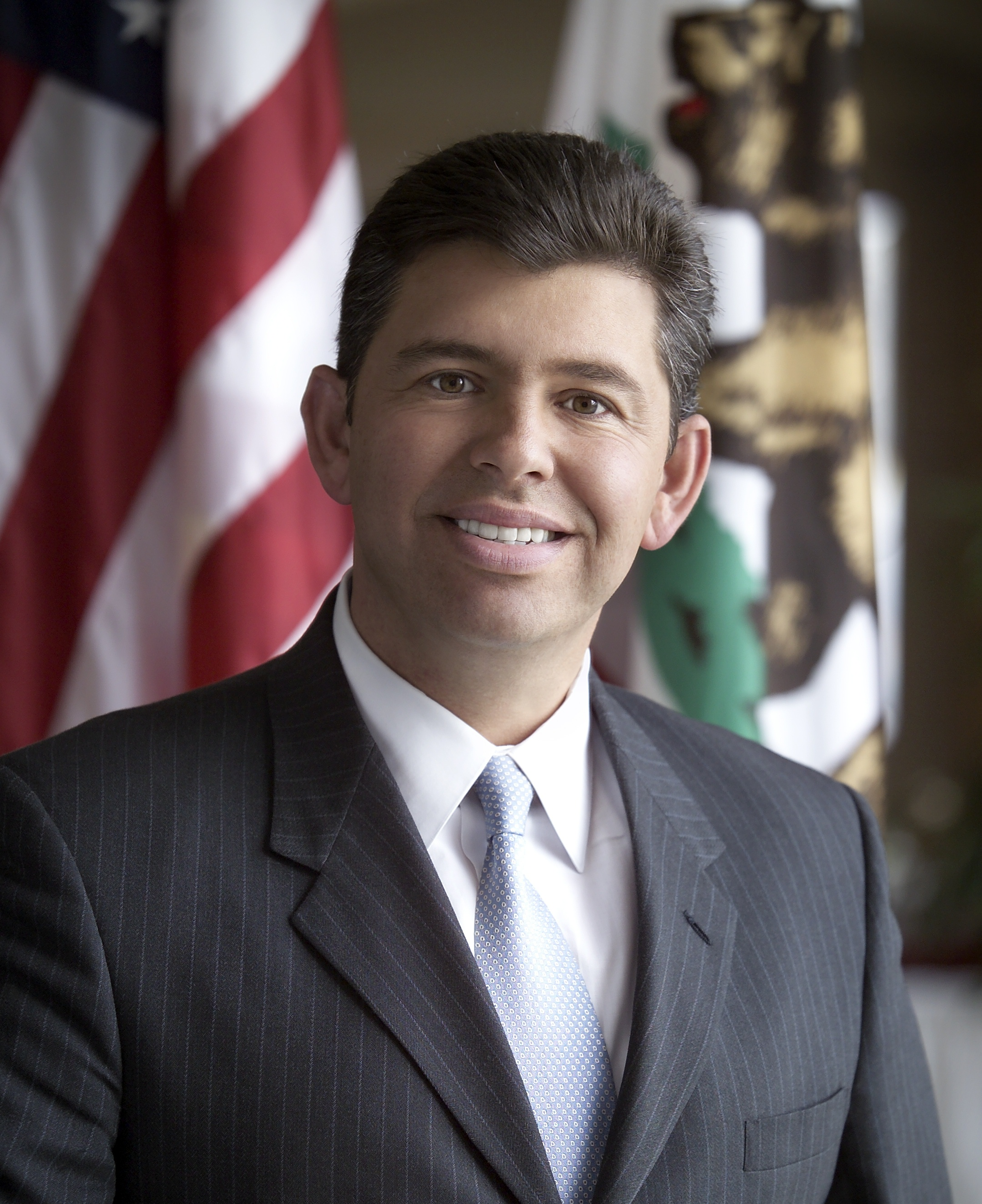
Abel Maldonado (2010)

Abel Maldonado (* 21. August 1967 in Santa Maria, Kalifornien) ist ein US-amerikanischer Politiker der Republikanischen Partei und war von 2010 bis 2011 Vizegouverneur von Kalifornien. Zuvor war er Mitglied in beiden Kammern der kalifornischen Staatslegislative und Bürgermeister von Santa Maria.

## Leben
Maldonado wurde 1967 im kalifornischen Santa Maria als Sohn einer mexikanischen Einwanderer-Familie geboren und besuchte nach der Highschool die California Polytechnic State University. Im Anschluss arbeitete er zeitweise auf der Familienfarm seiner Eltern mit, bevor er als Mitglied der Republikanischen Partei politisch aktiv wurde. 1994 wurde er Mitglied des Stadtrates von Santa Maria gewählt. Bereits zwei Jahre später, im Jahr 1996, gelang ihm im Alter von 29 Jahren die Wahl zum Bürgermeister der Stadt. Im Jahr 1998 beendete Maldonado sein Wirken in der Kommunalpolitik und wurde in die California State Assembly gewählt, wo er als einer von 80 Abgeordneten den 33. Distrikt bis November 2004 vertrat. Folgend bewarb er sich um einen Sitz im Senat von Kalifornien, wo er den 15. Distrikt repräsentierte. Im November 2006 scheiterte ein Versuch, zum California State Controller (entspricht etwa einem Finanzminister) gewählt zu werden, bereits an den parteiinternen Vorwahlen. Als Staatssenator wurde Maldonado jedoch 2008 wiedergewählt. Im kalifornischen Senat saß er außerdem dem Landwirtschafts-Komitee der Parlamentskammer vor.
Nachdem im November 2009 der kalifornische Vizegouverneur John Garamendi ins Repräsentantenhaus der Vereinigten Staaten gewählt worden und damit zurückgetreten war, wurde dieses Amt vakant. Gouverneur Arnold Schwarzenegger nominierte Maldonado folgend zum neuen Vizegouverneur. Im Gegensatz zu anderen hohen Beamten des Bundesstaates, die vom Gouverneur ernannt werden, musste Maldonados Nominierung nicht nur vom Senat, sondern auch der State Assembly ratifiziert werden. Im Februar 2010 bestätigte der Staatssenat die Ernennung, die State Assembly wies diese jedoch zunächst zurück. Schwarzenegger sandte daraufhin erneut die Ernennung Maldonados an die Legislative, die am 22. April 2010 schließlich endgültig zustimmte. Maldonado wurde am 27. April 2010 als Vizegouverneur von Kalifornien vereidigt. Als Inhaber des zweithöchsten Amtes im Bundesstaat trat er für eine kooperative Zusammenarbeit mit den Demokraten ein, die in beiden Kammern der Legislative über eine klare Mehrheit verfügten.
Als im November 2010 die Wahl eines neuen Gouverneurs und Vizegouverneurs anstand, bewarb sich Maldonado für eine volle vierjährige Amtszeit als Vizegouverneur (der in Kalifornien separat vom Gouverneur gewählt wird). Maldonado konnte sich bei den republikanischen Vorwahlen durchsetzen, unterlag bei der eigentlichen Wahl jedoch dem demokratischen Bürgermeister von San Francisco, Gavin Newsom. Newsom errang 50 Prozent der Stimmen, auf Maldonado entfielen 39 Prozent. Im Januar 2011 wurde Maldonado von Newsom als Stellvertreter des neuen Gouverneurs Jerry Brown abgelöst.
Maldonado kandidierte im November 2012 als Kandidat der Republikaner für den Sitz des 24. Distrikts im US-Repräsentantenhaus, wobei er jedoch von der demokratischen Amtsinhaberin Lois Capps mit 55 gegen 44 Prozent der Stimmen geschlagen wurde.
Im Frühjahr 2013 kündigte Maldonado an, sich für die Kandidatur seiner Partei bei der Gouverneurswahl in Kalifornien 2014 zu bewerben. Am 16. Januar 2014 zog Maldonado seine Kandidatur jedoch vor Beginn der überparteilichen Vorwahlen wieder zurück. Er begründete seinen Rückzug aus dem Rennen mit derzeit ungünstigen Verhältnissen für seine Bewerbung und dem Wunsch, mehr Zeit mit seiner Familie zu verbringen. Er wolle sich jedoch nicht dauerhaft aus der Politik zurückziehen.